# تحقيق هوتون
كان تحقيق هوتون تحقيقاً قضائياً أجري عام 2003 في المملكة المتحدة برئاسة اللورد هوتون، الذي عُيِّن من قبل حكومة حزب العمال للتحقيق في الظروف المثيرة للجدل المحيطة بوفاة ديفيد كيلي، خبير الحرب البيولوجية ومفتش الأسلحة السابق للأمم المتحدة في العراق.
في 18 يوليو 2003، عُثر على كيلي، الموظف بوزارة الدفاع، ميتًا بعد أن ذُكر اسمه كمصدر لاقتباسات استخدمها صحفي بي بي سي أندرو جيليجان. شكلت هذه الاقتباسات أساسًا لتقارير إعلامية زعمت أن الحكومة "فبركت" عمدًا "ملف سبتمبر"، وهو تقرير عن العراق وأسلحة الدمار الشامل. فُتح التحقيق في أغسطس 2003 ونُشر في 28 يناير 2004. برّأ تقرير هاتون الحكومة من أي مخالفات، بينما تعرضت بي بي سي لانتقادات شديدة، مما أدى إلى استقالة رئيس مجلس إدارة بي بي سي جافين ديفيز والمدير العام غريغ دايك. قوبل التقرير بتشكك من الرأي العام البريطاني، وانتقادات من صحف بريطانية مثل الغارديان والإندبندنت والديلي ميل، على الرغم من أن آخرين قالوا إنه كشف عن عيوب خطيرة داخل بي بي سي.

## خلفية
وكان كيلي هو المصدر للتقارير التي أعدها ثلاثة صحفيين من هيئة الإذاعة البريطانية (بي بي سي) والتي تفيد بأن الحكومة، وخاصة المكتب الصحفي لرئيس الوزراء توني بلير، قد قام بتزيين الملف عمداً بمبالغات مضللة حول القدرات العسكرية العراقية؛ وعلى وجه التحديد، ادعاء مفاده أن العراق لديه القدرة على شن ضربة باستخدام "أسلحة الدمار الشامل" في غضون 45 دقيقة.
بُثّت هذه التقارير من قِبل أندرو جيليجان في برنامج "تودي"على راديو بي بي سي 4 في 29 مايو/أيار 2003، وجافين هيويت في نشرة أخبار العاشرة مساءً في اليوم نفسه، وسوزان واتس في برنامج "نيوزنايت" على بي بي سي 2 في 2 يونيو/حزيران. في الأول من يونيو/حزيران، كرّر جيليجان ادعاءاته في مقالٍ نُشر في صحيفة "ذا ميل أون صنداي"، مُشيرًا إلى أن السكرتير الصحفي للحكومة ألاستير كامبل هو الدافع وراء تعديل الملف.
استنكرت الحكومة التقارير واتهمت هيئة الإذاعة البريطانية (بي بي سي) بسوء الأداء الصحفي. في الأسابيع التالية، تمسكّت الهيئة بالتقرير، مؤكدةً أن لديها مصدرًا موثوقًا. وبعد تكهنات إعلامية مكثفة، عُرف كيلي أخيرًا في الصحافة كمصدر لقصة جيليجان في 9 يوليو/تموز.
انتحر كيلي في حقل قريب من منزله في 17 يوليو. وأعلنت الحكومة البريطانية في اليوم التالي عن فتح تحقيق في ملابسات وفاة الدكتور كيلي.

## التحقيق
افتُتح التحقيق في الأول من أغسطس. وبدأت جلسات الاستماع في الحادي عشر من أغسطس. وأُغلقت المرحلة الأولى من التحقيق في الرابع من سبتمبر. وبدأت جلسة ثانية لاستدعاء الشهود يوم الاثنين الخامس عشر من سبتمبر، حيث اُستُدعي بعض الشهود من الجلسة الأولى، مثل أندرو جيليجان، ووزير الدفاع جيف هون، ورئيس هيئة الإذاعة البريطانية جافين ديفيز، وألاستير كامبل لمزيد من الأسئلة الناشئة عن المرحلة الأولى، واُستُدعي بعض الشهود لأول مرة. وأُغلقت عملية أخذ الأدلة يوم الأربعاء الرابع والعشرين من سبتمبر. واستمع التحقيق إلى أدلة على مدار 22 يومًا، استمرت 110 ساعة، من 74 شاهدًا. وجاء الاستجواب والاستجواب المتبادل من خمسة مستشارين للملكة. ومثل التحقيق جيمس دينجمانز كيو سي (الآن السيد القاضي دينجمانز) وبيتر نوكس (الآن كيه سي). ومثل الحكومة جوناثان سامبشن (الآن اللورد سامبشن). ومثل أندرو كالديكوت كيو سي هيئة الإذاعة البريطانية.
في ختام التحقيق، لاقت العملية التي أجراها هوتون استحسانًا واسع النطاق. وقد أتاح التحقيق وصولًا استثنائيًا إلى العمل الداخلي للحكومة البريطانية وهيئة الإذاعة البريطانية (BBC). وقد نُشرت جميع الوثائق التي قُدّمت للتحقيق تقريبًا للجمهور بسرعة على موقعه الإلكتروني.
أفاد السفير البريطاني ديفيد بروشر عن محادثة مع الدكتور كيلي في اجتماع بجنيف في فبراير/شباط 2003، وصفها بأنها "من ذاكرة غائرة". ونقل بروشر أن كيلي قال إنه أكد لمصادره العراقية أنه لن تكون هناك حرب إذا تعاونوا، وأن الحرب ستضعه في موقف أخلاقي "غامض". سأل بروشر كيلي عما سيحدث في حال غزو العراق، فأجاب كيلي: "سأُعثر عليّ على الأرجح ميتًا في الغابة". ثم اقتبس بروشر من رسالة إلكترونية أرسلها بعد وفاة كيلي مباشرة: "لم أفكر كثيرًا في هذا الأمر حينها، واعتبرته تلميحًا إلى أن العراقيين قد يحاولون الانتقام منه، وهو أمر لم يكن مستبعدًا على الإطلاق آنذاك. أرى الآن أنه ربما كان يفكر بطريقة مختلفة تمامًا".

## التقرير
أعلن هوتون في البداية أنه يتوقع تقديم تقريره في أواخر نوفمبر أو أوائل ديسمبر. نُشر التقرير في النهاية في 28 يناير 2004. بلغ عدد صفحاته 750 صفحة موزعة على 13 فصلاً و18 ملحقًا، مع أن هذا التقرير تألف بشكل رئيسي من مقتطفات من مئات الوثائق (رسائل، رسائل بريد إلكتروني، نصوص محادثات، وغيرها) التي نُشرت خلال التحقيق. وكانت الاستنتاجات الرئيسية:
- لم يكن أحد يتوقع أن الدكتور كيلي سينهي حياته
- لم تكن هناك "استراتيجية خفية [حكومية]" لتسميته كمصدر لاتهامات هيئة الإذاعة البريطانية
- كان اتهام جيليجان الأصلي "لا أساس له من الصحة" وكانت العمليات التحريرية والإدارية في هيئة الإذاعة البريطانية "معيبة".
- لم "يُزَيَّن" الملف، بل كان متوافقًا مع المعلومات الاستخباراتية المتاحة، على الرغم من أن لجنة الاستخبارات المشتركة، التي يرأسها جون سكارليت، ربما تكون قد "تأثرت بشكل لا شعوري" من قبل الحكومة.
- كانت وزارة الدفاع مخطئة لعدم إبلاغها للدكتور كيلي باستراتيجيتها التي تتضمن تسميته.

برّأ التقرير الحكومة بشكل أكثر شمولاً مما توقعه العديد من المراقبين قبل نشره. وأشارت الأدلة المقدمة إلى التحقيق إلى ما يلي:
- أن صياغة الملف قد تم تغييرها لتقديم أقوى قضية ممكنة للحرب ضمن حدود المعلومات الاستخباراتية المتاحة.
- أن بعض هذه التغييرات قد اقترحها ألاستير كامبل.
- إن الخبراء داخل مجتمع الاستخبارات قد أعربوا عن تحفظاتهم بشأن صياغة الملف.
- كان لديفيد كيلي اتصال مباشر مع المعارضين داخل هيئة استخبارات الدفاع، وقد أبلغ تحفظاتهم (وتحفظاته) إلى العديد من الصحفيين.[8]
- أنه بعد قرار الدكتور كيلي بالظهور كأحد اتصالات جيليجان، أراد أليستير كامبل وجيف هون الكشف عن هويته.
- أن رئيس الوزراء نفسه ترأس اجتماعًا تقرر فيه تأكيد اسم الدكتور كيلي من قبل وزارة الدفاع إذا ما طرحه الصحفيون عليها.
- لقد أُكِّد اسم الدكتور كيلي بعد أن قدم الصحفيون اقتراحات متعددة لمكتب الصحافة التابع لوزارة الدفاع.[5]

على الرغم من هذه الأدلة، برّأ تقرير هوتون الحكومة إلى حد كبير من أي مخالفات. ويعود ذلك إلى حد كبير إلى أن هوتون رأى أن الحكومة لم تكن على علم بتحفظات أجهزة الاستخبارات: إذ يبدو أن كبار مُقيّمي الاستخبارات (لجنة الاستخبارات المشتركة) قد تجاهلوها - وبالتالي، فإن ادعاء جيليجان بأن الحكومة "ربما كانت تعلم" بأن المعلومات الاستخباراتية معيبة، هو في حد ذاته ادعاء لا أساس له من الصحة. علاوة على ذلك، استمعت لجنة التحقيق إلى أن هذه ليست الكلمات التي استخدمها مصدر جيليجان، بل استنتاج جيليجان نفسه. ومع ذلك، فإن الحكم بأن مكتب رئيس الوزراء لم يكن على علم بتحفظات أجهزة الاستخبارات لم يكن مدعومًا بأدلة أخرى واردة في التقرير، مثل نص مقابلة أجراها ديفيد كيلي مع الصحفية سوزان واتس من بي بي سي. بالإضافة إلى تبرئة الحكومة، قرر هاتون أن أي إخفاق في تقييمات الاستخبارات يقع خارج نطاق اختصاصه، وبالتالي أفلتت أجهزة الاستخبارات أيضًا من اللوم.
بدلاً من ذلك، ركّز التقرير بشكل كبير على الأدلة التي تثبت إخفاقات جيليجان وهيئة الإذاعة البريطانية (BBC)، والتي أُقرّ صراحةً بالعديد منها خلال سير التحقيق. على سبيل المثال، اعترف جيليجان واعتذر عن إحاطة سياسيين في لجنة مختارة سراً للضغط على الدكتور كيلي. ورغم معارضة جيليجان للتوجه العام للتقرير، إلا أنه أقرّ أيضاً بأنه نسب إلى الدكتور كيلي استنتاجاتٍ كانت في الواقع من صنعه.
انتقد التحقيق تحديدًا التسلسل الإداري الذي دفع بي بي سي للدفاع عن قصتها. وذكر التقرير أن إدارة بي بي سي قبلت أقوال جيليجان بأن قصته دقيقة، رغم عدم اكتمال ملاحظاته.
أبلغ ديفيز مجلس محافظي هيئة الإذاعة البريطانية (بي بي سي) بأنه راضٍ عن التقرير، وأبلغ رئيس الوزراء بإجراء تحقيق داخلي مُرضٍ. وأقرّ مجلس المحافظين، بتوجيه من ديفيز، بعدم ضرورة إجراء المزيد من التحقيقات في شكاوى الحكومة. وفي تقريره، كتب هاتون عن هذا:
كان ينبغي على المحافظين أن يدركوا بشكل أكثر اكتمالاً أن واجبهم في حماية استقلال هيئة الإذاعة البريطانية لم يكن متعارضًا مع إعطاء الاعتبار الواجب لما إذا كانت هناك صحة في شكاوى الحكومة، بغض النظر عن مدى قوة صياغة السيد كامبل، وأن الاتهامات ضد نزاهتها التي وردت في برامج السيد جيليجان الإذاعية كانت لا أساس لها من الصحة وأن المحافظين فشلوا في إعطاء هذه القضية الاعتبار الواجب.
سادت تكهنات واسعة في وسائل الإعلام بأن التقرير كُتب عمدًا لتبرئة الحكومة، وهو ادعاء نفاه اللورد هوتون في مؤتمر صحفي لاحق. ولا يزال الكثيرون مقتنعين بأن هذا هو الواقع. وقد أيّد هاتون تلميحات التستر على الوقائع باختياره الدقيق للغة في بعض مواضع التقرير. فعلى سبيل المثال، جادل بأن استخدام جيليجان لعبارة " مُزَيَّن" كان سيُفهم من قِبل عامة الناس على أنه كذب صريح وليس مجرد مبالغة، وبالتالي فإن هذا الادعاء غير صحيح.

## عواقب النشر
بسبب انتقاد التقرير لأفعاله، استقال غافين ديفيس يوم النشر، 28 يناير/كانون الثاني 2004. ووصف صحفيو شبكة ITN الإخبارية المنافسة يوم النشر بأنه "من أسوأ الأيام في تاريخ بي بي سي". استقال غريغ دايك، المدير العام، بعد يومين من نشر التقرير، عقب اجتماع لمجلس إدارة بي بي سي، حيث أفادت التقارير أنه لم يحصل إلا على دعم ثلث أعضاء المجلس. ومع ذلك، بعد إعلان استقالته، صرح دايك:
أنا لا أقبل بالضرورة نتائج اللورد هوتون.
استقال أندرو جيليجان بسبب دوره في القضية في 30 يناير. ومع ذلك، شكك في بيان استقالته في قيمة تقرير هوتون:
يُثير هذا التقرير قلقًا بالغًا في أوساط الصحافة، وليس فقط في هيئة الإذاعة البريطانية (BBC). فهو يسعى إلى إخضاع الصحفيين، مع كل الصعوبات التي يواجهونها، لمعايير لا يبدو أنه يفرضها، على سبيل المثال، على الملفات الحكومية.
بلير، الذي تعرض لانتقادات متكررة بسبب مزاعم "التضليل"، صرح لمجلس العموم خلال المناقشة التي أعقبت نشر التقرير بأنه قد بُرّئ تمامًا. وطالب بالتراجع عن تهمه بالكذب على المجلس، وخاصةً مايكل هوارد، زعيم المعارضة.
إن الادعاء بأنني، أو أي شخص آخر، كذب على هذا المجلس أو تعمد تضليل البلاد بتزوير معلومات استخباراتية حول أسلحة الدمار الشامل هو في حد ذاته كذبة حقيقية. وأطلب ببساطة من الذين روّجوا لها، ومن كرروها طوال هذه الأشهر، أن يسحبوها الآن، بشكل كامل وعلني وواضح.
تجاهل هوارد طلب الاعتذار. ومع ذلك، فور قبول مجلس المحافظين استقالة دايك، اعتذر اللورد رايدر، بصفته القائم بأعمال رئيس هيئة الإذاعة البريطانية (BBC)، "بلا تحفظ" عن الأخطاء التي ارتُكبت خلال القضية. وقال دايك، الذي لم يُبدِ دعمه الكامل لنتائج تقرير هاتون، إنه "لم يستطع تحديد" ما تعتذر عنه هيئة الإذاعة البريطانية. وذكرت صحيفة الإندبندنت لاحقًا أن محافظي هيئة الإذاعة البريطانية تجاهلوا نصيحة محامي الهيئة بأن تقرير هاتون "معيب قانونيًا". ورغم نفي هيئة الإذاعة البريطانية لهذا الأمر، إلا أنه تأكّد عام 2007 عندما أُجبرت على نشر محاضر اجتماع لمجلس المحافظين عُقد في الهيئة مباشرةً بعد تقرير هوتون.
وفي نهاية التقرير، تذكر هوتون كيف أن الجزء الأخير من حياة ديفيد كيلي لم يكن ممثلاً لمسيرته المهنية بأكملها في الخدمة المدنية:
لقد ركزت الأدلة في هذا التحقيق إلى حد كبير على الشهرين الأخيرين من حياة الدكتور كيلي، ولذلك فمن المناسب أن أختتم هذا التقرير ببعض الكلمات التي كتبها السيد تيرينس تايلور، رئيس ومدير تنفيذي للمعهد الدولي للدراسات الاستراتيجية في واشنطن العاصمة، وزميل سابق للدكتور كيلي، في نعي الدكتور كيلي في صحيفة الإندبندنت في 31 يوليو/تموز: "من الأهمية بمكان ألا يخفي الاهتمام العام الاستثنائي والتداعيات السياسية الناجمة عن أحداث الشهر الماضي الإنجازات الاستثنائية لعالم خدم بإخلاص ليس فقط حكومته، بل والمجتمع الدولي بأسره أيضًا".
أثار الدكتور كيلي، عمدًا أو بغير قصد، تساؤلات أوسع نطاقًا حول جودة المعلومات الاستخباراتية وتفسيرها وعرضها، وهي تساؤلات تركها هاتون دون إجابة. وكان من المقرر أن يُعالج بعض هذه التساؤلات في تحقيق جديد، أعلنت عنه الحكومة في 3 فبراير/شباط 2004. ومن جملة أمور أخرى، خلص تقرير بتلر إلى أن "تكرار الإشارة إلى ادعاء الـ 45 دقيقة في التقييم السري في الملف أدى لاحقًا إلى شكوك في أنه أُدرج نظرًا لطابعه اللافت". ويزعم أندرو جيليجان أن هذا يُثبت صحة روايته الأصلية بأن الملف قد "زُيِّن".
بعد أكثر من اثني عشر عامًا، توصلت لجنة تشيلكوت إلى نتائج مختلفة. ذكرت صحيفة فاينانشال تايمز: "كل تحقيق سابق في قرار بريطانيا غزو العراق أُدين سريعًا من قِبل الرأي العام باعتباره "تسترًا". هذا الوصف لا ينطبق على التحقيق الضخم الذي نشره السير جون تشيلكوت."

## تسريب التقرير قبل النشر
سُرّب التقرير من جهة مجهولة إلى صحيفة "ذا صن" في الليلة التي سبقت تاريخ النشر الرسمي. ونشرت "ذا صن"، وبالتالي معظم الصحف الأخرى في طبعاتها اللاحقة، النسخة المسربة من التقرير. وقد سلّم مصدر مجهول النسخة المسربة عبر الهاتف إلى تريفور كافانا، المحرر السياسي في "ذا صن"، ووصفت بدقة النتائج الرئيسية للتقرير. وقد استنكرت جميع الأطراف المشاركة في التحقيق هذا التسريب. وبدأ اللورد هوتون تحقيقًا إضافيًا في كيفية تسريب التقرير. وأفاد هذا التحقيق الثاني، الذي أجراه محامٍ، في 11 أغسطس/آب 2004، لكنه فشل في العثور على مصدر التسريب. كما ذكر التحقيق أنه "لا توجد نقاط ضعف محددة" في أمن التقرير، وبالتالي لم يقدم أي اقتراحات حول كيفية منع حدوث تسريب مماثل في المستقبل.

## ردود فعل وسائل الإعلام على التقرير
اعتبرت عدة صحف وطنية التقرير غير نقدي للحكومة لدرجة أنها اتهمت هاتون بالمشاركة في "تبرئة المؤسسة". وكتبت صحيفة ديلي ميل في افتتاحيتها: "نواجه مشهدًا بائسًا يتمثل في استقالة رئيس هيئة الإذاعة البريطانية (BBC) بينما يصيح ألاستير كامبل من قمة قمامته. هل يخدم هذا الحكم، يا سيدي، المصلحة الحقيقية للحقيقة؟". ونشرت صحيفة الإندبندنت مساحة بيضاء كبيرة، شبه فارغة، فوق طيات صفحتها الأولى تحتوي على كلمة "تبرئة؟" بخط أحمر صغير.
جاء في عنوان صحيفة ديلي إكسبريس:"تبرئة هاتون تترك أسئلةً بلا إجابات"- في إشارة إلى أن التحقيق في أسباب انضمام بريطانيا إلى حرب العراق كان خارج نطاق التحقيق. لم تقدم أيٌّ من الصحف أدلةً على التستر، لكنها شككت في مدى دعم الأدلة للاستنتاجات.
ركزت صحف أخرى، مثل ذا تايمز، ذا صن (وكلاهما مملوك لشركة نيوز كوربوريشن، وعادةً ما تنتقد بي بي سي)، وديلي تلغراف، على سلوك بي بي سي الذي انتقده التقرير، ودعت جريج دايك إلى الاستقالة، كما فعل لاحقًا في ذلك اليوم (29 يناير). أما صحيفة صنداي تايمز، فقد وصفت اللورد هاتون بأنه " القرود الثلاثة الحكماء الذين لا يرون شرًا، ولا يسمعون شرًا، ولا يتكلمون شرًا".
عكست ردود فعل الصحف المؤيدة لحزب المحافظين، مثل ديلي ميل وديلي تلغراف، جزئيًا خيبة أمل المحافظين من أن التقرير لم يجد أن بلير قد ضلل مجلس العموم أو الجمهور، الأمر الذي كان من الممكن أن يُعجّل باستقالته. من ناحية أخرى، بينما دعمت الصحف اليسارية مثل الجارديان وديلي ميرور بلير ضد المحافظين، عارضت بشدة المشاركة البريطانية في حرب العراق، وتعاطفت مع ما اعتبرته (وكثيرون غيرهم) موقفًا مناهضًا للحرب من صحفيي بي بي سي مثل جيليجان. وبينما لم يرغبوا على الأرجح في إجبار بلير على التنحي عن منصبه، إلا أنهم كانوا سيرحبون باكتشاف أن ألاستير كامبل قد زور ملف سبتمبر.
كتب مارتن كيتل في صحيفة الغارديان في 3 فبراير: "استثمرت صحف كثيرة جدًا في نتيجة مفضلة محددة بشأن هذه النقاط الرئيسية. أرادوا إدانة الحكومة في الملف وفي التسمية، وأرادوا تبرئة تقرير جيليجان. عندما توصل هوتون إلى استنتاجات معاكسة، أدانوا نتائجه ووصفوها بالمنحرفة وتقريره بأنه تستر. لكن نقطة ضعف التقرير كانت ضيقه، وإلى حد ما، عدم شموليته، وليس دقة أحكامه".
دفع آلاف العاملين في هيئة الإذاعة البريطانية (BBC) ثمن إعلان على صفحة كاملة في صحيفة "ديلي تلغراف" في 31 يناير/كانون الثاني لنشر رسالة دعم لدايك، متبوعة بقائمة بأسمائهم. وجاء في الرسالة:
البيان التالي صادر عن موظفي بي بي سي، ومقدميها، ومراسليها، ومساهميها. وقد دفعوا ثمنه شخصيًا، وليس من قِبل بي بي سي نفسها.
"دافع غريغ دايك عن صحافة بي بي سي الشجاعة والمستقلة، التي لم تخشَ في بحثها عن الحقيقة. نحن مصممون على ألا تتراجع بي بي سي عن عزمها على تقصي الحقائق سعيًا وراء الحقيقة. بفضل شغفه ونزاهته، ألهمنا غريغ دايك لإنتاج برامج بأعلى مستويات الجودة والإبداع. نشعر بالأسف لرحيل غريغ، لكننا عازمون على الحفاظ على إنجازاته ورؤيته لمؤسسة مستقلة تخدم الجمهور قبل كل شيء."

أظهر استطلاع رأي عام أجرته مؤسسة ICM، بتكليف من صحيفة "نيوز أوف ذه وورلد"، ونُشر في الأول من فبراير/شباط 2004، أن 54% من المشاركين يعتقدون أن سمعة توني بلير قد تدهورت. بينما رأى 14% فقط أن مكانته قد تحسنت بعد تبرئته في التقرير.
في بعض الدول، تحسّنت سمعة هيئة الإذاعة البريطانية (BBC) نتيجةً لهجماتها على الحكومة البريطانية خلال قضية كيلي. وقد عزّز استعدادها لاتهام رئيس الوزراء ووزارة الدفاع علنًا بالخطأ، رغم الأخطاء التي أقرّت بها، مكانتها كمصدر إخباري محايد وغير منحاز.
دافع هوتون بنفسه عن التقرير، متحدثًا أمام لجنة مختارة بمجلس العموم في 14 مايو/أيار 2004. وصرح بأنه لم ير من المناسب الشروع في دراسة معلومات استخبارات ما قبل الحرب: "كان عليّ أن أضع حدًا لهذه المسألة". ورأى أن الاتهامات الموجهة ضد جيليجان "أخطر بكثير" من التساؤلات المتعلقة بجودة المعلومات الاستخباراتية، وأنه من الصواب إجراء تحقيق منفصل، وهو تقرير بتلر. وفي نوفمبر/تشرين الثاني 2006، نفى مزاعم وسائل الإعلام بأن تقريره كان تسترًا على الوقائع، قائلاً:
كنت أعلم أنه إذا قدمتُ تقريرًا يخلص إلى أن الحكومة ضللت البلاد عمدًا بشأن وجود أسلحة دمار شامل في العراق، وتصرفت تجاه الدكتور كيلي بطريقة مشينة ومُبطّنة، فسأُشيد بي في العديد من وسائل الإعلام كقاضٍ شجاع ومستقل. كما كنت أعلم أنه إذا لم أتوصل إلى مثل هذه النتائج، فمن المُرجّح أن يتعرض تقريري لانتقادات لاذعة.

وقد حظيت شهرة تقرير هوتون بدفعة قوية عندما ورد أن شيري بلير قامت ببيع نسخة موقعة من التقرير بمبلغ 400 جنيه إسترليني لصالح حزب العمال في مايو 2006. 

## نقد

### معدل الوفيات الناجمة عن قطع الشريان الزندي
على الرغم من أن الانتحار قد قٌبِل رسميًا كسبب للوفاة، إلا أن بعض الخبراء الطبيين أثاروا شكوكًا، مشيرين إلى أن الأدلة لا تدعم ذلك. وقد قُدِّم الاعتراض الأكثر تفصيلاً في رسالة من ثلاثة أطباء نُشرت في صحيفة الغارديان، مدعومة بدعم من طبيبين كبيرين آخرين في رسالة لاحقة إلى الصحيفة. جادل هؤلاء الأطباء بأن اكتشاف ما بعد الوفاة لشريان زندي مقطوع لا يمكن أن يسبب درجة من فقدان الدم من شأنه أن يقتل شخصًا، وخاصة عندما يكون بالخارج في البرد (حيث يؤدي تضيق الأوعية إلى فقدان دم بطيء). علاوة على ذلك، يتعارض هذا مع كمية الدم الضئيلة التي تم العثور عليها في مكان الحادث. كما زعموا أن كمية الكوبروكسامول التي عُثر عليها كانت حوالي ثلث ما يكون قاتلاً في العادة. كتب الدكتور راوس، عالم الأوبئة البريطاني، إلى المجلة الطبية البريطانية مقدمًا رأيه بأن فعل الانتحار بقطع شرايين الرسغ هو حدث نادر للغاية في رجل يبلغ من العمر 59 عامًا وليس لديه تاريخ نفسي سابق.
في ديسمبر 2010، أفادت صحيفة التايمز أن كيلي كان يعاني من خلل نادر في الشرايين المغذية لقلبه؛ وقد كشف عن هذه المعلومات رئيس الوحدة الأكاديمية لعلم الأمراض في كلية الطب بجامعة شيفيلد، البروفيسور بول إنس، الذي أشار إلى أن تشريح الجثة أظهر تضيقًا شديدًا في الأوعية الدموية، وقال إن أمراض القلب كانت على الأرجح عاملاً في وفاة كيلي، حيث إن قطع شريان الرسغ لم يكن ليؤدي إلى الوفاة في حد ذاته. وصرح نائب رئيس الجمعية البريطانية لأمراض القلب والأوعية الدموية، إيان سيمبسون، بأن خلل شريان كيلي ربما يكون قد ساهم في وفاته.
ديف بارتليت وفانيسا هانت، المسعفان اللذان اُستُدعيا إلى موقع وفاة كيلي، تحدثا علنًا منذ ذلك الحين برأيهما أنه لم يكن هناك ما يكفي من الدم في الموقع لتبرير الاعتقاد بأنه توفي بسبب فقدان الدم. أخبر بارتليت وهانت صحيفة الغارديان أنهما رأيا كمية صغيرة من الدم على النباتات بالقرب من جسد كيلي وبقعة دم بحجم العملة المعدنية على سرواله. وقالا إنهما يتوقعان العثور على عدة باينتات من الدم في مكان انتحار يتضمن قطعًا شريانيًا. رفض اثنان من الأطباء الشرعيين، كريس ميلروي من جامعة شيفيلد وجاي روتي من جامعة ليستر، ادعاءات المسعفين، قائلين إنه من الصعب الحكم على فقدان الدم من مكان الوفاة، حيث قد يكون بعض الدم قد تسرب إلى الأرض. كما أخبر ميلروي صحيفة الغارديان أن حالة قلب كيلي ربما جعلت من الصعب عليه تحمل أي درجة كبيرة من فقدان الدم.
في 15 أكتوبر 2007، اُكتُشِف، من خلال طلب حرية المعلومات، أن السكين لم يكن بها بصمات أصابع،  ولم تُستَرَد بصمات الأصابع من عبوة الدواء أو الهاتف المحمول الخاص بكيلي.

### نظريات بديلة لوفاة كيلي
بثت هيئة الإذاعة البريطانية برنامجًا عن كيلي في 25 فبراير 2007 كجزء من سلسلة ملفات المؤامرة؛ كلفت الشبكة بإجراء استطلاع رأي لتحديد آراء الجمهور حول وفاته. اعتقد 22.7٪ من الذين شملهم الاستطلاع أن كيلي لم ينتحر، بينما اعتقد 38.8٪ من الناس أنه انتحر، وقال 38.5٪ إنهم لا يعرفون. في 19 مايو 2006، أعلن نورمان بيكر، عضو البرلمان عن الحزب الليبرالي الديمقراطي في لويس، والذي سبق أن حقق في قضية هندوجا، والتي أدت إلى استقالة بيتر ماندلسون، أنه كان يحقق في "أسئلة لم يُجَب عنها" من التحقيق الرسمي في وفاة كيلي. وأعلن لاحقًا أنه كشف عن أدلة تثبت أن كيلي لم يمت لأسباب طبيعية. في يوليو 2006، ادعى بيكر أن القرص الصلب مُسِح عن بُعد. نُشر كتاب بيكر "الموت الغريب لديفيد كيلي" على حلقات في صحيفة ديلي ميل قبل نشره في نوفمبر 2007. في كتابه، جادل بيكر بأن كيلي لم ينتحر. أعربت عائلة كيلي عن استيائها من النشر؛ وقالت شقيقة زوجته: "إنه مجرد إعادة نظر في الحقائق القديمة. لا أستطيع التحدث نيابة عن العائلة بأكملها، لكنني قرأت كل ما ورد في نظريات بيكر، كل كلمة، ولا أصدقها."
في 5 ديسمبر 2009، رفع ستة أطباء دعوى قضائية للمطالبة بفتح تحقيق رسمي في الوفاة، قائلين إنه "لا توجد أدلة كافية لإثبات انتحاره بما لا يدع مجالاً للشك". في يناير 2010، كُشف أن هوتون طلب إبقاء جميع الملفات المتعلقة بتشريح الجثة سرية لمدة 70 عامًا. وصرح هوتون بأن هذا كان لحماية عائلة كيلي من عواقب التقارير الإعلامية اللاحقة حول الوفاة، قائلاً: "لم يكن طلبي إخفاءً للأدلة، لأن جميع المسائل ذات الصلة قد فُحصت أو كانت متاحة للفحص خلال التحقيق العام. لم تكن هناك أي سرية تحيط بتقرير تشريح الجثة، لأنه كان متاحًا دائمًا للفحص والاستجواب من قِبل المحامي الذي يمثل الأطراف المعنية خلال التحقيق".
في عام 2010 قيل أن المدعي العام دومينيك غريف كان يفكر في إجراء تحقيق لمراجعة نتائج الانتحار. في أوائل أغسطس من ذلك العام، كتبت مجموعة من تسعة خبراء، بما في ذلك الأطباء الشرعيين السابقين وأستاذ طب العناية المركزة، رسالة إلى صحيفة التايمز تشكك في حكم اللورد هوتون. في 14 أغسطس 2010، ضاعفت جينيفر دايسون، وهي أخصائية علم الأمراض المتقاعدة، الانتقادات قائلة إن الطبيب الشرعي ربما كان سيسجل حكمًا مفتوحًا في غياب دليل قاطع على أن الانتحار كان مقصودًا. وألقت المزيد من الشكوك حول الظروف المحيطة بوفاة كيلي، وانتقدت أيضًا تعامل هوتون مع التحقيق. وانضمت إلى خبراء آخرين يشككون في النتيجة الرسمية بأن كيلي قد نزف حتى الموت وجادلت بأنه من المرجح أنه أصيب بنوبة قلبية بسبب الضغط الذي تعرض له. جاء هذا التدخل في الوقت الذي أصبح فيه مايكل هوارد، زعيم حزب المحافظين السابق، أبرز سياسي يدعو إلى إجراء تحقيق كامل في وفاة كيلي.

### الموت الغريب لديفيد كيلي
في كتابه الصادر عام 2077 بعنوان "الموت الغريب لديفيد كيلي"، والذي رُشِّح لجائزة الكتاب السياسي للقناة الرابعة عام ٢٠٠٨، جادل نورمان بيكر (عضو البرلمان آنذاك) بأن كيلي قُتل على الأرجح. ووصف تحقيق الشرطة وتحقيق هوتون بأنهما "مهزلة"، إذ لم يُحقِّقا في العديد من التناقضات والشذوذ في الأدلة المادية والطبية وشهادات الشهود.
خلص بيكر إلى أن مقتل كيلي كان على الأرجح عملية قتل انتقامية من قِبل مؤيدي صدام حسين العراقيين، وأن شرطة وادي التايمز - التي يبدو أنها كانت على علم مسبق بمؤامرة اغتيال - قد تنكرت بشكل فج على أنها انتحار، وذلك لخشية الحكومة البريطانية من العواقب السياسية. وأشار إلى أن العديد من المتورطين على ما يبدو قد حصلوا منذ ذلك الحين على ترقيات أو جوائز غير عادية. وصرح بيكر لاحقًا بأنه يجب حذف المزيد من التفاصيل حول هذا الأمر من الكتاب.
أثناء التحقيق في وفاة كيلي، ادعى بيكر أنه تعرض لأحداث غريبة، بما في ذلك الترهيب الواضح من قبل امرأة كانت تساعده، ومسح القرص الصلب لجهاز الكمبيوتر الخاص به دون سبب واضح.

### انتقادات طبية ودعوات للتحقيق
طوال عام 2004 كانت هناك أسئلة متكررة من الممارسين الطبيين، وكذلك طاقم سيارة الإسعاف في مكان الحادث، حول صحة حكم الانتحار. قالوا إنه من غير المعتاد للغاية أن يموت الشخص نتيجة قطع الشريان الزندي - وكانت كيلي هي الحالة الوحيدة المفترضة التي حدثت في عام 2003 - ولم يُعثر على أي دم تقريبًا في مكان الحادث.
في أغسطس 2010، كتب تسعة من كبار الأطباء وخبراء الطب الشرعي إلى صحيفة ديلي تلغراف مطالبين بإجراء تحقيق كامل، على أساس أن سبب الوفاة المزعوم كان غير محتمل للغاية ولم يُتَحَقَّق كل صحيح من قبل لجنة تحقيق هوتون. أيد زعيم حزب المحافظين السابق مايكل هوارد دعوتهم لإجراء تحقيق.
في يونيو/حزيران 2011، رفض المدعي العام دومينيك غريف التقدم بطلب إلى المحكمة العليا لإجراء تحقيق، قائلاً إن الأدلة على انتحار كيلي "دامغة". قوبل هذا القرار بغضب شديد من مجموعة الأطباء الذين طالبوا بإجراء تحقيق، والذين اتهم رئيسهم، الدكتور ستيفن فروست، الحكومة بأنها "متواطئة في عملية تستر مُدبّرة ومُدبّرة". وأضاف:
إن الاستمرار في إخفاء حقيقة ما حدث يشكل عارًا وطنيًا ويجب أن يكون مصدر قلق لجميع المواطنين البريطانيين... ومن المؤسف للغاية أن دومينيك غريف سعى، كما فعل الطبيب الشرعي نيكولاس غاردنر من قبله، إلى الموافقة على التخريب الواضح للإجراءات القانونية الواجبة الذي شكله إحباط التحقيق الذي قام به اللورد فالكونر في 13 أغسطس/آب 2003.

وقال إن الأطباء سيسعون إلى الحصول على مراجعة قضائية لقرار عدم إجراء تحقيق. ورفضت المحكمة العليا المراجعة القضائية في ديسمبر من ذلك العام.

## روابط خارجية
- موقع تحقيق هوتون
- تقرير هوتون من بي بي سي نيوز
- تقرير هوتون من صحيفة الجارديان